# Lễ hội Hao Trol Va
Lễ hội Hao Trol Va hay Lễ hội lên nhà lúa là một lễ hội của người đồng bào dân tộc Xtiêng. Màu sắc tín ngưỡng phồn thực nông nghiệp. Hiện thất truyền, đang có ý đinh phục dựng lại.
Phần lễ mang ý nghĩa nhân văn và nghệ thuật được thể hiện trong không khí trang nghiêm và thành kính.
Phần hội mang nhiều hoạt động sinh hoạt cộng đồng: dân ca, dân vũ, múa dân gian với lễ phục truyền thống.